# Жуков Микола Іванович
Микола Іванович Жуков (1783, Російська імперія - 1847, Російська імперія ) - російський генерал-майор, учасник Французько-російської війни 1812 року. Таємний радник. Губернатор Чернігівської (1829-1839) та Костромської (1838-1846) губерній.

## Біографія
Народився в 1783 року. Походив із дворянського роду Жукових, поміщиків Калузької губернії. Батько його був артилерією майором.

### Військова служба
Вступив на службу в 1797 року. В 1805 був нагороджений орденом Святої Анни 4-го ступеня, в 1807 - золотою шпагою з написом «За хоробрість». У 1812-1813 роках брав участь у Французько-російській війні та війні шостої коаліції у чині штабс-капітана лейб-гвардії Ізмайлівського полку. 19 грудня 1812 був нагороджений орденом Святої Анни 2-го ступеня з алмазами, в 1813 - орденом Святого Володимира 4-го ступеня з бантом. Військові заслуги Жукова були також відзначені Прусським королівством, яке нагородило його Кульмським хрестом. Після закінчення війни з Французькою імперією отримав Срібну медаль на згадку про Вітчизняну війну 1812.
17 лютого 1816 року в чині полковника було призначено командиром Київського 5-го гренадерського полку. 4 березня 1820 на прохання був звільнений від служби «за ранами» з виробництвом в генерал-майори і правом носіння мундира.

### Губернатор
Після відставки повторно було прийнято на службу, старшинство в чині генерал-майора було встановлено з 8 вересня 1828 року. У цьому чині 1 вересня 1829 був призначений громадянським губернатором Чернігівської губернії, став її п'ятим главою. В 1830 був перейменований в дійсні статські радники і нагороджений орденом Святої Анни 1-го ступеня. 28 вересня 1832 був нагороджений орденом Святого Володимира 3-го ступеня. 31 грудня 1834 року був наданий чином таємного радника. Служив на посаді чернігівського губернатора до 29 січня 1839 року.
У 1839 році (офіційно з 25 грудня 1838) був призначений губернатором Костромської губернії, став її дев'ятим главою. Із самого початку свого правління намагався влаштувати в Костромі сирітський притулок. Грошей, пожертвуваних благодійниками, не вистачало, і він почав листування з головою комітету піклування дитячих притулків, яке вів весь час свого правління. Результат був досягнутий лише за його наступника. У 1839 році їм було відкрито будинок дворянських зборів у Костромі. При ньому в 1845 була споруджена колона пам'ятника Івану Сусанін. Подав у відставку 14 лютого 1846 року. Помер у 1847 році. Був похований у Тихоновій пустелі зі своїм тестем Іваном Шепелєвим та дружиною Софією.

### Шлюб
Перебував у шлюбі з Софією Іванівною Шепелєвою, дочкою Івана Дмитровича Шепелєва (пом. 1812), бригадира та предводителя Калузького дворянства, та Єлизавети Петрівни, уродженої Кречетникової (пом. 1839). Дружина Жукова була онукою астраханського губернатора генерал-майора Петра Микитовича Кречетникова. Мав дочку Віру Миколаївну Лаврову та синів: Костянтина, Миколу, Івана, Володимира. Усі, за винятком першого, поховані з батьком у Тихоновій пустелі.